# Санаев, Олег Анатольевич
Олег Анатольевич Санаев (28 декабря 1940, Ейск, Краснодарский край — 10 января 2021, Махачкала) - советский и российский журналист, писатель, был главным редактором издания «Новое дело», редактором промышленного отдела «Дагестанская правда», работал спец корреспондентом газеты «Социалистическая индустрия». Окончил Грозненский нефтяной институт. В своей журналистской деятельности много писал об изобретателях и ученых. В 1983 году был выпущен сборник рассказов «Танец с саблями». В 2008 году вышла книга Олега Санаева про российского путешественника и мореплавателя Евгения Гвоздева «Земля круглая. Доказал Евгений Гвоздев».

## Cемья
дочь Санаева, Полина Олеговна — писатель, журналист, публицист